# Bill Flodin

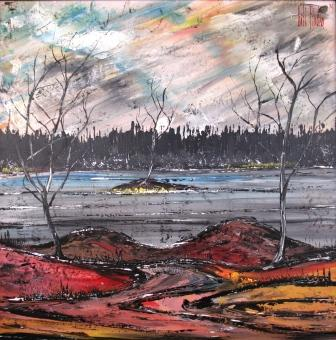
Vid sjön av Bill Flodin.

Bill Flodin, född 2 maj 1934 i Nordmaling, Västerbotten, död 9 mars 1976 i Borås, svensk konstnär. Han var verksam i Borås och arbetade främst med oljemåleri. Typiskt för hans måleri var de svarta kompositionslinjer som han ramade in sina bildobjektmed, ofta tillsammans med abstrakta arabesker i blått och rött. Bill Flodin satte förutom sin signatur även ett tummavtryck på sina målningar.